# (10028) Bonus
(10028) Bonus es un asteroide que forma parte del cinturón de asteroides y fue descubierto por Carolyn Jean S. Shoemaker el 5 de mayo de 1981 desde el observatorio del Monte Palomar, Estados Unidos.

## Designación y nombre
Bonus se designó al principio como 1981 JM2.
Posteriormente, en 2003, fue nombrado en honor de la astrónoma aficionada estadounidense Shelley R. Bonus.

## Características orbitales
Bonus está situado a una distancia media de 2,432 ua del Sol, pudiendo acercarse hasta 2,003 ua y alejarse hasta 2,861 ua. Su inclinación orbital es 1,649 grados y la excentricidad 0,1763. Emplea 1385 días en completar una órbita alrededor del Sol. El movimiento de Bonus sobre el fondo estelar es de 0,2599 grados por día.

## Características físicas
La magnitud absoluta de Bonus es 14,2.